# Horst Kiesewetter (Fußballspieler, 1924)
Horst Kiesewetter (* 8. Dezember 1924; † 8. Dezember 1977 in Dresden) war ein deutscher Fußballtorwart. In den 1950er Jahren spielte er für Dynamo Dresden und den SC Dynamo Berlin in der DDR-Oberliga, der höchsten Spielklasse im DDR-Fußball. 1953 wurde er mit Dynamo Dresden DDR-Fußballmeister.

## Sportliche Laufbahn
1949 stieg der 24-jährige Torwart Horst Kiesewetter mit der Weimarer „Sportgemeinschaft der Deutschen Volkspolizei“ in die zu dieser Zeit zweitklassige Landesklasse Thüringen auf. 1951 schafften die Volkspolizisten auch den Aufstieg in die inzwischen eingerichtete zweitklassige DDR-Liga. In seiner ersten DDR-Liga-Spielzeit bestritt Kiesewetter alle 22 Punktspiele. Zur Saison 1952/53 wechselte er zur Schwerpunktgemeinschaft der VP, dem Oberligisten Dynamo Dresden. Dort war er als zweiter Torwart hinter Heinz Klemm vorgesehen und wurde auch nur in neun Oberligaspielen eingesetzt. In dieser Saison wurden die Dresdner DDR-Meister. 1953/54 fiel Klemm mehrfach verletzt aus, sodass Kiesewetter in der 28 Spiele dauernden Saison siebzehnmal zum Einsatz kam. Im November 1954 wurde die Oberligamannschaft von Dynamo Dresden nach Ost-Berlin versetzt und spielte danach als SC Dynamo Berlin. Kiesewetter hatte in dieser Saison noch kein Oberligaspiel für Dresden absolviert, kam jedoch bei dem Debüt des SC Dynamo am 21. November in der Partie gegen Rotation Babelsberg (0:3) für den verletzten Klemm zum Einsatz. Nach einem zweiten Oberligaeinsatz am 19. Dezember kehrte Kiesewetter zusammen mit anderen ehemaligen Dresdner Spielern nach Dresden zurück und schloss sich dort der neu gegründeten SG Dynamo an, die den DDR-Liga-Platz des gescheiterten Projekts Sektion Fußball des SC DHfK Leipzig übernommen hatte. Mit den Dresdnern bestritt er alle dreizehn Ligaspiele der Rückrunde. Die SG Dynamo musste am Saisonende in die drittklassige II. DDR-Liga absteigen, ein Jahr später erfolgte der Abstieg in die Bezirksliga. Erst ab 1957 erfolgte die kontinuierliche Rückkehr in die höheren Fußballligen, Horst Kiesewetter hatte aber bereits nach der Saison 1957 (Kalenderjahrsaison) seine Laufbahn als Fußballspieler beendet.